# 马萨诸塞州议会大厦
马萨诸塞州议会大厦（Massachusetts State House）是马萨诸塞州议会和马萨诸塞州政府所在地，座落在波士顿的灯塔山山顶。

## 建筑
这座建筑占地6.7英亩（27,000 m²），这块土地曾经属于马萨诸塞州第一任州长约翰·汉考克所有。在1798年现在的州议会大厦建成之前，马萨诸塞州政府设在法院街（Court Street）的老州议会大厦。

## 延伸阅读
- Harold Kirker. Architecture of Charles Bulfinch. Cambridge, MA: Harvard University Press, 1969.